# Eiskunstlauf-Europameisterschaften 2022
Die 113. Eiskunstlauf-Europameisterschaften fanden vom 10. bis 16. Januar 2022 in der estnischen Hauptstadt Tallinn statt. Die Wettkämpfe wurden in der Tondiraba jäähall ausgetragen. Im Juni 2019 vergab die Internationale Eislaufunion (ISU) auf seiner turnusmäßigen Sitzung in der italienischen Hauptstadt Rom die EM an die größte Stadt des baltischen Landes. Nach der EM 2010 war Tallinn zum zweiten Mal Austragungsort der Titelkämpfe.
Im Januar 2024 wurde der ursprünglichen Siegerin Kamila Walijewa aufgrund einer rückwirkenden vierjährigen Dopingsperre der Titel aberkannt, und die Ergebnisse im Wettbewerb der Frauen wurden neu berechnet.

## Qualifikationskriterien
| Minimale Punktzahl der technischen Elemente | Minimale Punktzahl der technischen Elemente | Minimale Punktzahl der technischen Elemente |
| Disziplin                                   | Kurzprogramm / Kurztanz                     | Kür / Kürtanz                               |
| ------------------------------------------- | ------------------------------------------- | ------------------------------------------- |
| Herren                                      | 25                                          | 45                                          |
| Damen                                       | 20                                          | 36                                          |
| Paare                                       | 20                                          | 36                                          |
| Eistanz                                     | 19                                          | 29                                          |

Die Ergebnisse müssen bei einem von der ISU anerkannten internationalen Wettbewerb in der laufenden oder der vorherigen Saison erreicht worden sein. Die erforderlichen Punktzahlen für Kurzprogramm und Kür können bei unterschiedlichen Wettbewerben erreicht werden.

## Teilnehmer
Aus Deutschland nahmen Nicole Schott, Paul Fentz, Nikita Starostin, Minerva Hase/Nolan Seegert, Annika Hocke/Robert Kunkel, Letizia Roscher/Luis Schuster und Katharina Müller/Tim Dieck teil.

## Bilanz

### Medaillenspiegel
| Platz | Land     | Gold | Silber | Bronze | Gesamt |
| ----- | -------- | ---- | ------ | ------ | ------ |
| 1     | Russland | 4    | 3      | 1      | 8      |
| 2     | Italien  | 0    | 1      | 1      | 2      |
| 3     | Belgien  | 0    | 0      | 1      | 1      |
| 3     | Lettland | 0    | 0      | 1      | 1      |

### Medaillengewinner
| Konkurrenz | Gold                                       | Silber                                 | Bronze                               |
| ---------- | ------------------------------------------ | -------------------------------------- | ------------------------------------ |
| Herren     | Mark Kondratjuk                            | Daniel Grassl                          | Deniss Vasiļjevs                     |
| Damen      | Anna Schtscherbakowa                       | Alexandra Trussowa                     | Loena Hendrickx                      |
| Paare      | Anastassija Mischina / Alexander Galljamow | Jewgenija Tarassowa / Wladimir Morosow | Alexandra Boikowa / Dmitri Koslowski |
| Eistanz    | Wiktorija Sinizina / Nikita Kazalapow      | Alexandra Stepanowa / Iwan Bukin       | Charlène Guignard / Marco Fabbri     |

## Ergebnisse

### Herren
| Platz                          | Sportler                     | Land                   | Punkte | KP | KP    | Kür | Kür    |
| ------------------------------ | ---------------------------- | ---------------------- | ------ | -- | ----- | --- | ------ |
| 1                              | Mark Kondratjuk              | Russland               | 286,56 | 2  | 99,06 | 1   | 187,50 |
| 2                              | Daniel Grassl                | Italien                | 274,48 | 5  | 91,75 | 2   | 182,73 |
| 3                              | Deniss Vasiļjevs             | Lettland               | 272,08 | 6  | 90,24 | 3   | 181,84 |
| 4                              | Andrei Mosaljow              | Russland               | 265,69 | 1  | 99,76 | 6   | 165,93 |
| 5                              | Jewgeni Semenenko            | Russland               | 260,00 | 3  | 99,04 | 9   | 160,96 |
| 6                              | Moris Qwitelaschwili         | Georgien               | 253,91 | 4  | 92,76 | 8   | 161,15 |
| 7                              | Kévin Aymoz                  | Frankreich             | 252,21 | 10 | 80,39 | 4   | 171,82 |
| 8                              | Vladimir Litvintsev          | Aserbaidschan          | 244,70 | 7  | 83,46 | 7   | 161,24 |
| 9                              | Gabriele Frangipani          | Italien                | 238,95 | 9  | 81,79 | 10  | 157,16 |
| 10                             | Michal Březina               | Tschechien             | 238,38 | 15 | 71,60 | 5   | 166,78 |
| 11                             | Lukas Britschgi              | Schweiz                | 218,91 | 13 | 72,96 | 11  | 145,95 |
| 12                             | Iwan Schmuratko              | Ukraine                | 214,57 | 8  | 82,13 | 15  | 132,44 |
| 13                             | Nikita Starostin             | Deutschland            | 214,40 | 14 | 72,12 | 12  | 142,28 |
| 14                             | Arlet Levandi                | Estland                | 208,52 | 17 | 70,04 | 13  | 138,48 |
| 15                             | Nikolaj Memola               | Italien                | 206,53 | 12 | 73,98 | 14  | 132,55 |
| 16                             | Paul Fentz                   | Deutschland            | 206,06 | 11 | 76,76 | 16  | 129,30 |
| 17                             | Maurizio Zandron             | Österreich             | 193,91 | 16 | 70,75 | 20  | 123,16 |
| 18                             | Kornel Witkowski             | Polen                  | 193,29 | 23 | 66,26 | 17  | 127,03 |
| 19                             | Valtter Virtanen             | Finnland               | 190,97 | 20 | 67,34 | 18  | 123,63 |
| 20                             | Davide Lewton Brain          | Monaco                 | 190,67 | 21 | 67,31 | 19  | 123,36 |
| 21                             | Kanstanzin Miljukau          | Belarus                | 182,59 | 18 | 69,10 | 21  | 113,49 |
| 22                             | Tomàs-Llorenç Guarino Sabaté | Spanien                | 178,67 | 24 | 66,20 | 22  | 112,47 |
| 23                             | Burak Demirboğa              | Türkei                 | 168,03 | 22 | 67,30 | 23  | 100,73 |
| 24                             | Slawik Hajrapetjan           | Armenien               | 167,84 | 19 | 67,75 | 24  | 100,09 |
| Nicht für die Kür qualifiziert |                              |                        |        |    |       |     |        |
| 25                             | Adam Hagara                  | Slowakei               | 65,23  | 25 | 65,23 | —   | —      |
| 26                             | Graham Newberry              | Vereinigtes Königreich | 64,49  | 26 | 64,49 | —   | —      |
| 27                             | Matyáš Bělohradský           | Tschechien             | 64,38  | 27 | 64,38 | —   | —      |
| 28                             | Nika Egadse                  | Georgien               | 63,60  | 28 | 63,60 | —   | —      |
| 29                             | Daniels Kockers              | Lettland               | 56,10  | 29 | 56,10 | —   | —      |
| 30                             | Conor Stakelum               | Irland                 | 56,00  | 30 | 56,00 | —   | —      |
| 31                             | Jari Kessler                 | Kroatien               | 55,82  | 31 | 55,82 | —   | —      |
| 32                             | András Csernoch              | Ungarn                 | 54,88  | 32 | 54,88 | —   | —      |
| 33                             | Larry Loupolover             | Bulgarien              | 45,67  | 33 | 45,67 | —   | —      |
| Z                              | Nikolaj Majorov              | Schweden               |        | —  | —     | —   | —      |

### Damen
| Platz                          | Sportlerin                 | Land                   | Punkte | KP | KP    | Kür | Kür    |
| ------------------------------ | -------------------------- | ---------------------- | ------ | -- | ----- | --- | ------ |
| 1                              | Anna Schtscherbakowa       | Russland               | 237,42 | 3  | 69,05 | 1   | 168,37 |
| 2                              | Alexandra Trussowa         | Russland               | 234,36 | 2  | 75,13 | 2   | 159,23 |
| 3                              | Loena Hendrickx            | Belgien                | 207,97 | 1  | 76,25 | 4   | 131,72 |
| 4                              | Jekatierina Kurakowa       | Polen                  | 204,73 | 4  | 67,47 | 3   | 137,26 |
| 5                              | Ekaterina Ryabova          | Aserbaidschan          | 196,75 | 6  | 65,47 | 5   | 131,28 |
| 6                              | Anastassija Gubanowa       | Georgien               | 188,17 | 5  | 67,02 | 8   | 121,15 |
| 7                              | Niina Petrõkina            | Estland                | 187,07 | 16 | 58,30 | 6   | 128,77 |
| 8                              | Viktoriia Safonova         | Belarus                | 185,41 | 7  | 63,07 | 7   | 122,34 |
| 9                              | Alexia Paganini            | Schweiz                | 178,10 | 8  | 62,32 | 9   | 115,78 |
| 10                             | Eva-Lotta Kiibus           | Estland                | 171,64 | 14 | 59,16 | 10  | 112,48 |
| 11                             | Léa Serna                  | Frankreich             | 171,00 | 9  | 62,16 | 12  | 108,84 |
| 12                             | Nicole Schott              | Deutschland            | 170,18 | 10 | 61,86 | 13  | 108,32 |
| 13                             | Josefin Taljegård          | Schweden               | 164,30 | 17 | 58,24 | 14  | 106,06 |
| 14                             | Olga Mikutina              | Österreich             | 164,01 | 11 | 60,16 | 16  | 103,85 |
| 15                             | Lara Naki Gutmann          | Italien                | 163,99 | 22 | 52,94 | 11  | 111,05 |
| 16                             | Natasha McKay              | Vereinigtes Königreich | 161,74 | 18 | 57,07 | 15  | 104,67 |
| 17                             | Jenni Saarinen             | Finnland               | 160,32 | 15 | 58,93 | 18  | 101,39 |
| 18                             | Yasmine Kimiko Yamada      | Schweiz                | 159,18 | 20 | 56,54 | 17  | 102,64 |
| 19                             | Alexandra Fejgin           | Bulgarien              | 155,56 | 19 | 56,78 | 19  | 98,78  |
| 20                             | Eliška Březinová           | Tschechien             | 155,24 | 12 | 59,62 | 20  | 95,62  |
| 21                             | Aleksandra Golovkina       | Litauen                | 142,20 | 23 | 52,63 | 21  | 89,57  |
| 22                             | Regina Schermann           | Ungarn                 | 133,42 | 21 | 54,43 | 22  | 78,99  |
| Z                              | Marina Piredda             | Italien                | —      | 13 | 59,53 | —   | —      |
| Nicht für die Kür qualifiziert |                            |                        |        |    |       |     |        |
| 24                             | Anete Lāce                 | Lettland               | 49,75  | 24 | 49,75 | —   | —      |
| 25                             | Oona Ounasvuori            | Finnland               | 49,13  | 25 | 49,13 | —   | —      |
| 26                             | Lindsay van Zundert        | Niederlande            | 48,92  | 26 | 48,92 | —   | —      |
| 27                             | Daša Grm                   | Slowenien              | 47,85  | 27 | 47,85 | —   | —      |
| 28                             | Antonina Dubinina          | Serbien                | 47,77  | 28 | 47,77 | —   | —      |
| 29                             | Taylor Morris              | Israel                 | 46,60  | 29 | 46,60 | —   | —      |
| 30                             | Linnea Kilsand             | Norwegen               | 45,51  | 30 | 45,31 | —   | —      |
| 31                             | Marilena Kitromilis        | Zypern                 | 44,03  | 31 | 44,03 | —   | —      |
| 32                             | Alexandra Michaela Filcová | Slowakei               | 43,56  | 32 | 43,56 | —   | —      |
| 33                             | Aldís Kara Bergsdóttir     | Island                 | 42,23  | 33 | 42,23 | —   | —      |
| 34                             | Sinem Pekder               | Türkei                 | 42,16  | 34 | 42,16 | —   | —      |
| 35                             | Maia Sørensen              | Dänemark               | 40,93  | 35 | 40,93 | —   | —      |
| Disqualifiziert                |                            |                        |        |    |       |     |        |
| DSQ                            | Kamila Walijewa            | Russland               | 259,06 | –  | 90,45 | –   | 168,61 |

### Paare
| Platz                          | Sportler                                   | Land                   | Punkte | KP | KP    | Kür | Kür    |
| ------------------------------ | ------------------------------------------ | ---------------------- | ------ | -- | ----- | --- | ------ |
| 1                              | Anastassija Mischina / Alexander Galljamow | Russland               | 239,82 | 1  | 82,36 | 1   | 157,46 |
| 2                              | Jewgenija Tarassowa / Wladimir Morosow     | Russland               | 236,43 | 2  | 81,58 | 2   | 154,85 |
| 3                              | Alexandra Boikowa / Dmitri Koslowski       | Russland               | 227,23 | 3  | 76,26 | 3   | 150,97 |
| 4                              | Karina Safina / Luka Berulawa              | Georgien               | 184,05 | 6  | 61,93 | 4   | 122,12 |
| 5                              | Rebecca Ghilardi / Filippo Ambrosini       | Italien                | 178,90 | 4  | 62,76 | 5   | 116,14 |
| 6                              | Ioulia Chtchetinina / Márk Magyar          | Ungarn                 | 171,03 | 7  | 60,96 | 7   | 110,07 |
| 7                              | Sara Conti / Niccolò Macii                 | Italien                | 168,90 | 10 | 56,28 | 6   | 112,62 |
| 8                              | Minerva-Fabienne Hase / Nolan Seegert      | Deutschland            | 168,75 | 5  | 62,21 | 9   | 106,54 |
| 9                              | Laura Barquero / Marco Zandron             | Spanien                | 168,40 | 8  | 60,65 | 8   | 107,75 |
| 10                             | Bogdana Lukashevich / Alexander Stepanov   | Belarus                | 161,76 | 9  | 58,80 | 12  | 102,96 |
| 11                             | Maria Pavlova / Balázs Nagy                | Ungarn                 | 161,32 | 11 | 56,24 | 11  | 105,08 |
| 12                             | Jelizaveta Žuková / Martin Bidař           | Tschechien             | 159,73 | 15 | 54,40 | 10  | 105,33 |
| 13                             | Annika Hocke / Robert Kunkel               | Deutschland            | 156,91 | 13 | 55,17 | 13  | 101,74 |
| 14                             | Camille Kovalev / Pavel Kovalev            | Frankreich             | 156,55 | 12 | 56,04 | 14  | 100,51 |
| 15                             | Sofija Holitschenko / Artem Darenskyj      | Ukraine                | 147,61 | 14 | 55,15 | 15  | 92,46  |
| 16                             | Lana Petranović / Antonio Souza-Kordeiru   | Kroatien               | 143,24 | 16 | 52,78 | 16  | 90,56  |
| Nicht für die Kür qualifiziert |                                            |                        |        |    |       |     |        |
| 17                             | Coline Keriven / Noël-Antoine Pierre       | Frankreich             | 51,79  | 17 | 51,79 | —   | —      |
| 18                             | Anastasia Vaipan-Law / Luke Digby          | Vereinigtes Königreich | 51,11  | 18 | 51,11 | —   | —      |
| 19                             | Letizia Roscher / Luis Schuster            | Deutschland            | 48,77  | 19 | 48,77 | —   | —      |
| 20                             | Milania Väänänen / Mikhail Akulov          | Finnland               | 46,34  | 20 | 46,34 | —   | —      |
| 21                             | Daria Danilova / Michel Tsiba              | Niederlande            | 36,86  | 21 | 36,86 | —   | —      |

### Eistanz
| Platz                              | Sportler                                     | Land                   | Punkte | KP | KP    | Kür | Kür    |
| ---------------------------------- | -------------------------------------------- | ---------------------- | ------ | -- | ----- | --- | ------ |
| 1                                  | Wiktorija Sinizina / Nikita Kazalapow        | Russland               | 217,96 | 1  | 87,89 | 1   | 130,07 |
| 2                                  | Alexandra Stepanowa / Iwan Bukin             | Russland               | 213,20 | 2  | 86,45 | 2   | 126,75 |
| 3                                  | Charlène Guignard / Marco Fabbri             | Italien                | 207,97 | 3  | 83,35 | 3   | 124,62 |
| 4                                  | Olivia Smart / Adrián Díaz                   | Spanien                | 196,86 | 5  | 77,99 | 4   | 118,87 |
| 5                                  | Lilah Fear / Lewis Gibson                    | Vereinigtes Königreich | 196,01 | 4  | 79,97 | 5   | 116,04 |
| 6                                  | Sara Hurtado / Kirill Khaliavin              | Spanien                | 191,90 | 6  | 75,83 | 6   | 116,07 |
| 7                                  | Diana Davis / Gleb Smolkin                   | Russland               | 186,61 | 8  | 73,32 | 7   | 113,29 |
| 8                                  | Allison Reed / Saulius Ambrulevičius         | Litauen                | 183,17 | 7  | 74,45 | 8   | 108,72 |
| 9                                  | Evgeniia Lopareva / Geoffrey Brissaud        | Frankreich             | 178,34 | 10 | 70,22 | 9   | 108,12 |
| 10                                 | Oleksandra Nasarowa / Maksym Nikitin         | Ukraine                | 173,99 | 12 | 68,51 | 10  | 105,48 |
| 11                                 | Natálie Taschlerová / Filip Taschler         | Tschechien             | 172,39 | 11 | 69,72 | 13  | 102,67 |
| 12                                 | Katharina Müller / Tim Dieck                 | Deutschland            | 170,27 | 13 | 67,46 | 12  | 102,81 |
| 13                                 | Tina Karapetjan / Simon Proulx-Sénécal       | Armenien               | 168,43 | 14 | 65,58 | 11  | 102,85 |
| 14                                 | Natalia Kaliszek / Maksym Spodyriev          | Polen                  | 166,52 | 9  | 70,47 | 16  | 96,05  |
| 15                                 | Sasha Fear / George Waddell                  | Vereinigtes Königreich | 163,21 | 16 | 63,61 | 14  | 99,60  |
| 16                                 | Loïcia Demougeot / Théo Le Mercier           | Frankreich             | 162,77 | 15 | 64,55 | 15  | 98,22  |
| 17                                 | Marija Holubzowa / Kyryl Bjelobrow           | Ukraine                | 156,35 | 17 | 63,30 | 17  | 93,05  |
| 18                                 | Mariia Ignateva / Danijil Szemko             | Ungarn                 | 150,83 | 19 | 60,41 | 18  | 90,42  |
| 19                                 | Jasmine Tessari / Stéphane Walker            | Schweiz                | 147,55 | 18 | 60,98 | 19  | 86,57  |
| 20                                 | Solène Mazingue / Marko Jevgeni Gaidajenko   | Estland                | 142,89 | 20 | 60,36 | 20  | 83,53  |
| Nicht für den Kürtanz qualifiziert |                                              |                        |        |    |       |     |        |
| 21                                 | Carolina Moscheni / Francesco Fioretti       | Italien                | 59,13  | 21 | 59,13 | —   | —      |
| 22                                 | Wiktorija Semenjuk / Illja Juchimuk          | Belarus                | 54,28  | 22 | 54,28 | —   | —      |
| 23                                 | Mária Sofia Pucherová / Nikita Lysak         | Slowakei               | 54,19  | 23 | 54,19 | —   | —      |
| 24                                 | Aurelija Ipolito / Luke Russell              | Lettland               | 53,35  | 24 | 53,35 | —   | —      |
| 25                                 | Hanna Jakucs / Alessio Galli                 | Niederlande            | 49,39  | 25 | 49,39 | —   | —      |
| 26                                 | Ekaterina Kuznetsova / Oleksandr Kolosovskyi | Aserbaidschan          | 48,35  | 26 | 48,35 | —   | —      |
| Z                                  | Anastasia Polibina / Pavel Golovishnikov     | Polen                  | —      | —  | —     | —   | —      |